# Angela Malestein
Antje Angela Malestein (Spakenburg, 31 januari 1993) is een Nederlandse handbalster die uitkomt voor het Hongaarse Ferencvárosi TC.

## Carrière

### Club
Angela Malestein begon met handballen bij HVBS in haar geboorteplaats Bunschoten-Spakenburg. Daarna speelde ze in Nederland bij VOC van 2008–2011 en vervolgens bij SV Dalfsen. Met deze verenigingen deed ze mee in de EHF Champions League, aan de EHF Cup en aan de EHF Beker voor Bekerwinnaars. Vanaf 2012 speelde de 1,74 meter lange rechterhoek-speelster in de Duitse handbal competitie voor HSG Blomberg-Lippe. In de zomer van 2014 verhuisde ze naar SG BBM Bietigheim in de buurt van Stuttgart. Met SG BBM Bietigheim werd ze in het seizoen 2016/2017 en 2018/2019 kampioen van Duitsland. Vanaf het seizoen 2020/2021 speelt ze voor Ferencvárosi TC, waarmee ze in het eerste seizoen direct landskampioen werd. 

### Nationaal team
Malestein speelde meer dan 100 interlands voor het Nederlandse nationaalteam, waarin ze reeds meer dan 300 doelpunten maakte. Ze deed mee aan het Europees Kampioenschap 2010 en de World Cup 2011 en was een deel van de uitgebreide selectie voor het WK 2013 in Servië. In 2011 won ze als junior bij het onder 19 Europees Kampioenschap de zilveren medaille en was geselecteerd voor het all-star team van het toernooi.
In maart 2016 tijdens het OKT in Metz (Frankrijk) is er een historisch hoogtepunt voor Malestein en het Nederlandse handbal, ze kwalificeerden zich voor het eerst voor de Olympische Spelen. Doordat de wedstrijd om het brons verloren werd van de huidige wereldkampioen Noorwegen (23-36), eindigden ze uiteindelijk op de vierde plaats. In 2019 was Malestein onderdeel van het team dat wereldkampioen werd tijdens het Wereldkampioenschap handbal vrouwen 2019.

## Onderscheidingen
- Rechterhoekspeelster van het jaar van de Eredivisie: 2011/12[5]
- All-Star Team rechterhoek van het Europees kampioenschap onder 19: 2011
- Erepenning gemeente Bunschoten